# Polylepion
Polylepion Gomon, 1977 è un genere di pesci di acqua salata appartenenti alla famiglia Labridae.

## Distribuzione e habitat
Entrambe le specie appartenenti a questo genere sono diffuse nell'oceano Pacifico; l'areale di P. russelli si estende anche all'oceano Indiano. Sono demersali e sono solitamente trovati oltre i 100 m di profondità.

## Descrizione
Presentano un corpo non molto allungato né alto, compresso lateralmente e con la testa dal profilo abbastanza appuntito. La livrea tende al rosa-rossastro, le dimensioni massime sono intorno ai 25 cm.

## Biologia
È poco conosciuta, ma è probabile che si tratti di specie non gregarie.

## Tassonomia
Questo genere comprende soltanto due specie:
- Polylepion cruentum Gomon, 1977
- Polylepion russelli (Gomon & Randall, 1975)

## Conservazione
P. cruentum viene classificato come "dati insufficienti" (DD) dalla lista rossa IUCN perché viene catturato dalla pesca a strascico, ma non è noto quanto questa minaccia incida sulla diffusione della specie; P. russelli è classificato come "a rischio minimo" (LC).